# AA-52
Das AA-52 (Arme Automatique Transformable Modèle 1952, auch AAT-52 oder AANF1) ist eines der ersten in Frankreich produzierten Maschinengewehre der Nachkriegsära. Es wird auch „Cinquante-Deux“ (Französisch für „52“) genannt.

## Geschichte
Das AA-52-Maschinengewehr wurde nach den militärischen Erfahrungen der französischen Armee in Indochina Anfang 1950 entwickelt. Zu dieser Zeit war die französische Armee mit Waffen aus englischen und amerikanischen Beständen sowie mit deutschen Waffen aus dem Zweiten Weltkrieg ausgerüstet.
Einfacher Nachschub von Munition und Ersatzteilen war eine fast unlösbare Aufgabe. Die Armee entschied sich, ein Standardmaschinengewehr einzuführen. Das Resultat war das AA-52, entwickelt für eine möglichst einfache Produktion. Der Aufbau bestand aus einfachem geschweißten und gestanzten Stahlblech.

## Technik und Einsatz
Das AA-52 bildet mit seinem halbstarr verriegelten Rückstoßsystem eine Ausnahme unter den modernen Maschinengewehren; die bei der Zündung der Patrone entstehende Kraft wird verwendet, um den Verschluss zurückzuschicken und eine neue Patrone einzuführen. Dieses System funktioniert gut mit Pistolenpatronen in Maschinenpistolen, aber für Gewehrpatronen wurde aus Sicherheitsgründen ein komplizierterer Mechanismus benötigt. Das Dauerfeuer mit Gewehrpatronen aus Munitionsgurten darf nicht unkontrolliert schnell sein, sonst überhitzt sich der Lauf.
Das AA-52 benutzt einen hebelverzögerten Masseverschluss sowie einen zweiteiligen Verschlussblock. Vorne im Patronenlager eingefräste Druckausgleichsrillen erlauben, dass Gas zwischen das Patronenlager und die Patronenhülse dringt und einen Druckausgleich schafft, um das Reißen der Hülsen zu vermeiden und das Ausziehen zu erleichtern. Da der Restdruck in der Hülse beim Ausziehvorgang hoch ist, kann eine von einem AA-52 abgefeuerte Patrone leicht an der davon verursachten Ausbeulung erkannt werden.

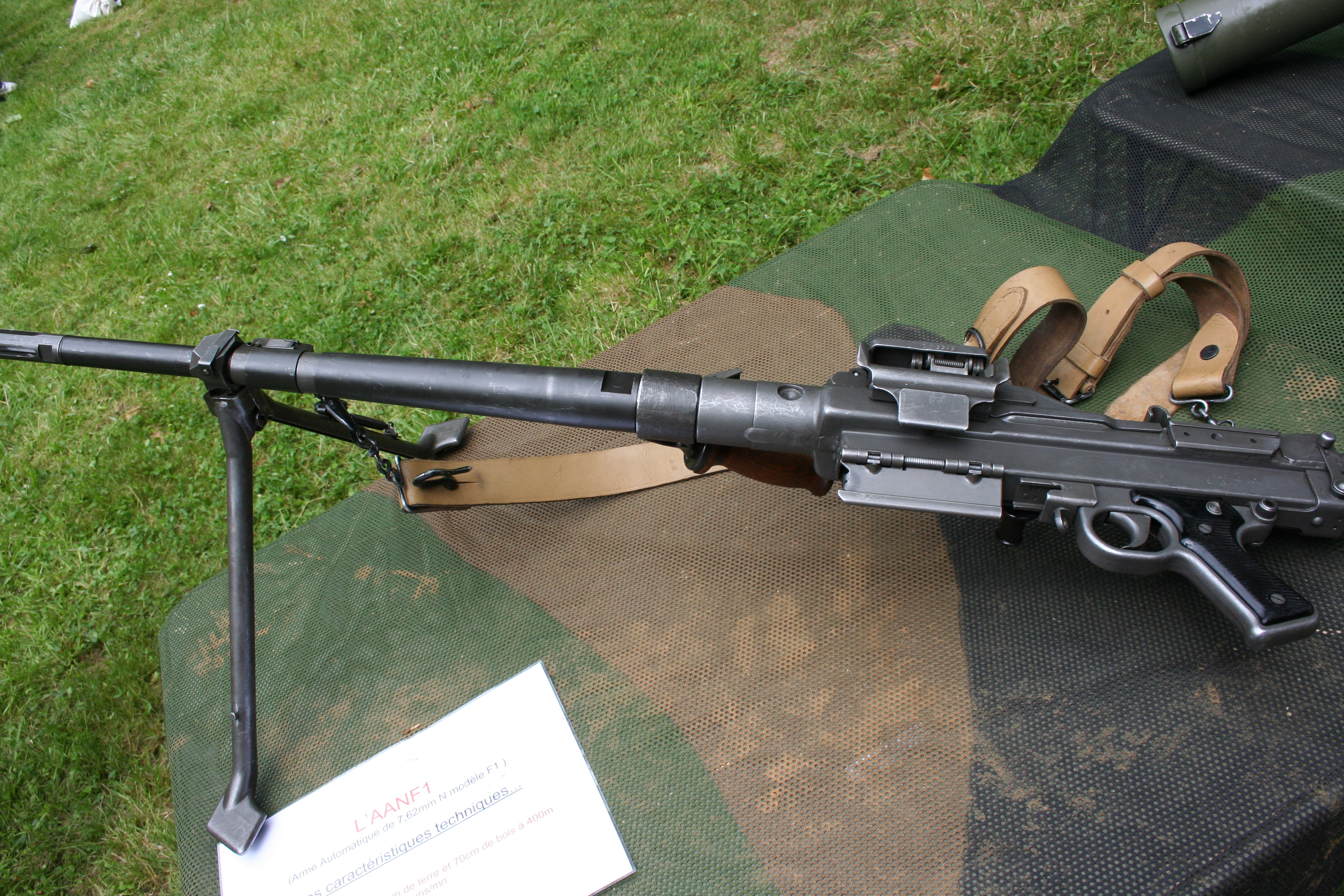
Beim AA-52 ist das Zweibein mit dem Lauf verbunden, was den Laufwechsel erschwert und Wechselläufe schwerer und sperriger macht. Ein Problem, das auch das M60 hat (siehe Technische Mängel).

Das AA-52 kann aus der Hüfte, von einem Zweibein oder von einem Dreibein abgefeuert werden. Wenn es mit einem Dreibein für Dauerfeuer verwendet wird, wird das Gewehr mit einem schwereren Lauf verwendet. In der leichten Konfiguration ist das AA-52 eine verhältnismäßig schwer zu tragende Waffe. Ein ungewöhnliches Detail des AA-52 ist das Vorhandensein eines Erdsporns unter dem Kolben, um das Gewicht der Waffe besser zu verteilen. Ein anderer bedeutender Unterschied ist der Wechsel des Laufes – bei vielen Waffen ist dies eine einfache und schnelle Aufgabe, das AA-52 jedoch besitzt eine feste Verbindung zwischen Lauf und Zweibein, was den Wechsel schwieriger gestaltet.

## Modelle

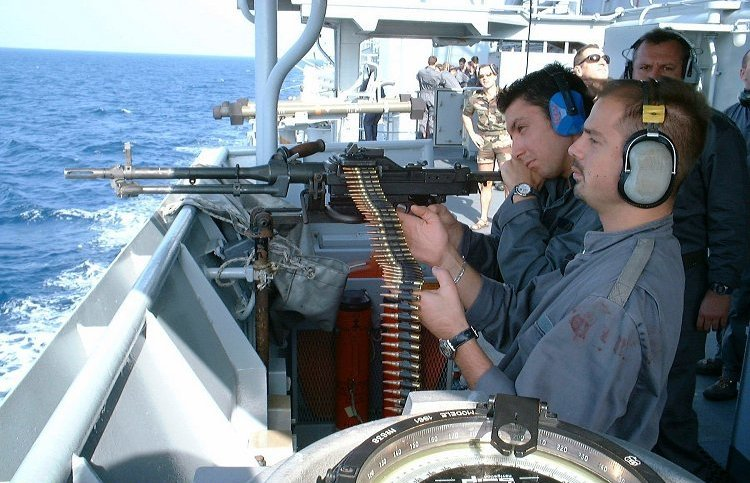

Das AA wurde ursprünglich für die Verwendung der 7,5-Millimeter-Patronen entwickelt, die von der französischen Armee benutzt wurden (Maschinengewehr-Modell 1929). Aufgrund der Annahme, dass die fehlende Unterstützung der 7,62×51-Millimeter-NATO-Patrone den Absatz und Export verringert, wurde das Gewehr dem 7,62-Millimeter-Kaliber angepasst. Das AA-52 und das AAT-52 unterscheiden sich dadurch, dass das AA-52 als leichtes, das AAT-52 als schweres Maschinengewehr mit einem schwereren Lauf auf Lafette verwendet werden kann.